# ATP Salzburg Indoors 2011
L'ATP Salzburg Indoors 2011 è stato un torneo professionistico di tennis maschile giocato sul cemento. È stata la 3ª edizione del torneo, facente parte dell'ATP Challenger Tour nell'ambito dell'ATP Challenger Tour 2011. Si è giocato a Salisburgo in Austria dal 14 al 20 novembre 2011.

## Partecipanti

### Teste di serie
| Nazionalità | Giocatore             | Ranking* | Testa di serie |
| ----------- | --------------------- | -------- | -------------- |
| Slovacchia  | Karol Beck            | 94       | 1              |
| Francia     | Nicolas Mahut         | 95       | 2              |
| Germania    | Tobias Kamke          | 108      | 3              |
| Italia      | Paolo Lorenzi         | 109      | 4              |
| Francia     | Benoît Paire          | 113      | 5              |
| Giappone    | Gō Soeda              | 118      | 6              |
| Slovenia    | Grega Žemlja          | 124      | 7              |
| Austria     | Andreas Haider-Maurer | 127      | 8              |

- 1 Ranking al 7 novembre 2011.

### Altri partecipanti
Giocatori che hanno ricevuto una wild card:
- Martin Fischer
- Thomas Muster
- Maximilian Neuchrist
- Dominic Thiem

Giocatori che hanno ricevuto uno special exempt per entrare nel tabellone principale:
- Miša Zverev

Giocatori che hanno ricevuto un alternate per entrare nel tabellone principale:
- Marius Copil

Giocatori che sono passati dalle qualificazioni:
- Benjamin Becker
- Dennis Blömke
- Peter Gojowczyk
- Jan-Lennard Struff
- Dino Marcan (Lucky loser)

## Campioni

### Singolare
Benoît Paire ha battuto in finale  Grega Žemlja, 6(6)–7, 6–4, 6–4

### Doppio
Martin Fischer /  Philipp Oswald hanno battuto in finale  Alexander Waske /  Lovro Zovko, 6–3, 3–6, [14–12]